# Misha Miller
Misha Miller, de son vrai nom Mihaela Arsene, est une chanteuse moldave née à Chișinău le 13 novembre 1995.

## Biographie
Misha Miller naît Mihaela Arsene en 1995 à Chișinău. Elle est diplômée de finance et de sciences politiques de deux facultés à Iași.
Misha parle couramment le roumain, l'anglais, le français, le russe et l'espagnol.
Elle a un petit ami depuis 2016.

## Discographie
En 2020, avec le titre Smoke me en featuring avec Sasha Lopez (ro), elle atteint le numéro 1 des charts musicaux en Turquie, en Grèce, en Bulgarie et en Roumanie.
Son tube Red blue sort le 12 novembre 2021.
Fin 2022 sort un deuxième featuring avec Sasha Lopez (ro) intitulé Mahala.

### Autres titres
- What Mama Said en featuring avec Manuel Riva (en)[3]
- Sacred Touch en featuring avec Manuel Riva (en)[3]
- Touché en featuring avec Sickotoy (ro)[3]